# Cultura de Sebeque
A Cultura de Sebeque desenvolveu-se na região de Com Ombo contemporaneamente com as culturas Silsilliana e Sebiliana. A indústria lítica era baseada quase exclusivamente em lâminas, não havendo exemplos de formas geométricas, microburis e pontas. A subsistência era baseada na caça (gazelas, antílopes, hipopótamos) e pesca.